# 大島正華
大島 正華（おおしま しょうか、1993年〈平成5年〉6月30日 - ）は、日本の女優。兵庫県出身。サーブプロモーション所属。

## 略歴
2002年NHK「新ズッコケ三人組」「てるてる家族」など子役としてデビュー。
以降女優として、映画、テレビドラマ、CMと幅広く活動。
かつては エイベックス・アーティストアカデミー大阪校の音楽ユニット「KRYSTAL BURNISH DOLLS」（クリスタル・バーニッシュ・ドールズ）で活動していた。

## 人物
特技は歌と韓国語である。ゴマという猫と暮らしている。3人姉妹の長女であり、3姉妹でYoutubeチャンネルを開設している。

## 出演

### テレビドラマ
- 新ズッコケ三人組 第4話（2002年4月6日 - 6月22日、NHK）
- てるてる家族（2003年9月29日 - 2004年3月27日、NHK） - 岩田春子（幼少期） 役
  - てるてる家族スペシャル（2003年12月29日 - 2004年1月2日、NHK） - 岩田春子（幼少期） 役
- ラーメン刑事「龍」の殺人推理（2005年3月19日、ABC）第5作 - 倉田琴音（幼少期） 役
- おみやさん（2005年5月19日、EX）第4シリーズ 第5話 - 藤村里奈 役
- 密会の宿（2005年8月7日、BSジャパン） -  井上琴美（少女期）役
- 新京都迷宮案内(EX)
- あんみつ検事の捜査ファイル　第2作（2017年2月6日、TBS） - 小野南美子 役
- 屋根裏の恋人（2017年、THK）
- カカフカカ　第1話（2019年4月26日、TBS） - イイノ 役
- 閻魔堂沙羅の推理奇譚　第6話（2020年12月5日、NHK） - 清水麻帆 役
- 警視庁臨海署安積班（2021年2月8日、TX） - みずほ役
- 明日、私は誰かのカノジョ 第12話（2022年6月29日、MBS） - 雪の幼い頃の母親役
- 大川と小川の時短捜査（2022年9月12日、TX）

### 映画
- ハチミツドロップス（2009年）
- パッチギ（2005年1月22日）
- ー×ー（2011年12月3日、I film）
- Samurai Warrior Queens（英独合作） - 中野竹子 役
- かえってくる
- 殺人鬼を飼う女（2019年4月12日） - 直美 役
- 映画版 ふたりエッチ 〜ラブ・アゲイン〜（2019年4月12日） - 杉山真紀絵 役
- 映画版 ふたりエッチ 〜ダブル・ラブ〜（2019年5月10日）- 杉山真紀絵 役
- 事故物件 恐い間取り（2020年8月28日）

### 舞台
- 『踊りたくなったわ「柱」』松紀子／松田奈々 二役

### その他テレビ番組
- ハピくる！ 「女の◯◯事件簿」（KTV)
- バリバラ〜障害者情報バラエティー〜 (NHK)
- 痛快TV スカッとジャパン 第92回 （2017年5月29日、TX）「お一人様一点です」
- 歴史秘話ヒストリア 「最強交渉人・陸奥宗光」(2019年6月26日）- 陸奥亮子 役[2]
- NHKスペシャル 天皇が創った至宝 ~正倉院宝物が伝える“日本誕生"~ (2020年5月13日、NHK）[3]
- 報道の日2021 (TBS) （再現ドラマ）

### 配信
- 東京ヴァンパイアホテル 第8話 (2017年、Amazon）

### CM・広告
- 徳島製粉「金ちゃん鍋焼きうどん」
- パナソニック「母と、おうちＴＶ」
- 大阪芸術大学「通信学部」
- ミカド「システムキッチン」
- アート引越しセンター
- 小僧寿し
- ＮＴＴドコモ北陸
- 滋賀銀行
- ポンジュース
- マツダ「デミオ」
- わかさ生活
- 上新電機
- 任天堂（スチール）
- 近畿日本鉄道（スチール）
- ムトウ「通販カタログ」（スチール）
- ヴィアインホテル（イメージムービー）